# Identité de genre des personnes autistes

Drapeau combinant les symboles de la transidentité et de la neurodiversité.

Vous lisez un « bon article » labellisé en 2023.
L'identité de genre des personnes autistes est plus souvent caractérisée par des fluidités de genre et des transidentités que parmi la population générale.
Les données disponibles se sont d'abord limitées à quelques études de cas. Depuis la fin des années 2010, les publications scientifiques dégagent un consensus autour d'un taux plus élevé d'identifications hors du cisgenrisme, grâce à des études de cohortes, menées avec des groupes de contrôle. Les taux mesurés sont variables selon ces études, allant jusqu'à 37 fois plus de personnes autistes qu'attendu parmi les personnes diagnostiquées avec une dysphorie de genre. Les taux déterminés à partir d'études menées sur des groupes plus vastes sont de 4 à 5 fois plus d'identités de genre autres que cisgenre parmi les personnes autistes.
Des particularités associées à la féminité traditionnelle ont été mises en évidence chez les hommes autistes, tandis qu'à l'inverse des particularités associées à la masculinité traditionnelle sont présentes chez les femmes autistes, ce qui rapproche les présentations de genre des personnes autistes de l'androgynie. Il n'existe pas de preuves que cette variance concernerait davantage un genre que l'autre.
Plusieurs explications sont proposées à ce taux élevé d'identités de genre minoritaires corrélé à l'autisme, sans qu'aucune ne se soit imposée par rapport à une autre. La théorie du cerveau hypermasculin, initialement évoquée au début des années 2010, n'a pas été démontrée et n'explique pas que les hommes autistes tendent à moins correspondre à la masculinité traditionnelle. D'autres hypothèses postulent un lien avec le mode de pensée et les compétences sociales des personnes autistes, avec leur moindre sensibilité aux normes sociales, avec l'asexualité, avec la schizophrénie, avec la notion d'âge mental, ou encore avec les compétences en communication.
Les personnes autistes transgenres, à l'intersection de deux conditions qui sont facteurs de rejet social, expérimentent un taux élevé de discriminations et de harcèlements tout au long de leur vie. La question de leur accès à une chirurgie de réattribution sexuelle est sociétalement controversée ; cependant, la recension systématique des études scientifiques en la matière ne conclut à aucune contre-indication d'accès aux soins d'affirmation du genre sur la base d'un diagnostic d'autisme.

## Contexte

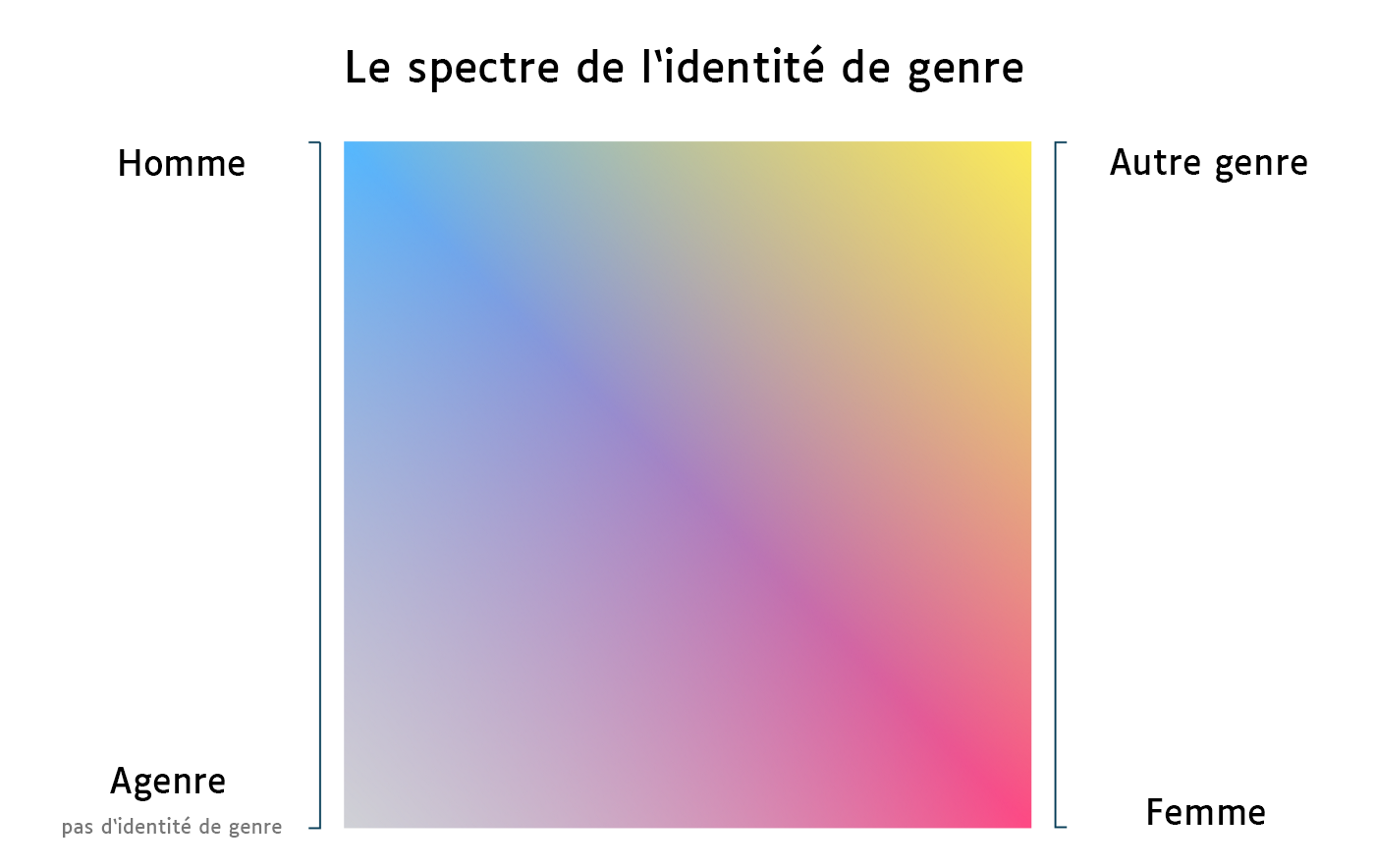
Un graphique illustrant le spectre de l'identité de genre

Les différences liées au sexe dans l'autisme constituent un sujet souvent étudié, au regard des différences de taux de diagnostics féminins et masculins, sur la base du sexe biologiquement déterminé ou assigné ; cependant, il existe aussi dans le domaine de l'autisme des variances de genre et des transidentités, étudiées cette fois sous l'angle des études de genre,. Pour Lai et ses collègues, professeurs de psychiatrie, ces deux sujets se recoupent en grande partie, mais pour le psychiatre Gerrit I. van Schalkwyk et ses collègues, ainsi que selon d'autres auteurs de publications scientifiques, l'identité de genre des personnes autistes peut être analysée indépendamment de leur sexe déterminé ou assigné à la naissance,,. En 2014, la professeure de psychiatrie Suzanne Bejerot et la chercheuse en neurosciences Jonna Maria Eriksson concluent que « les résultats actuels suggèrent un rôle de genre indépendant du sexe dans les TSA - un rôle de genre défiant le genre ».
Une difficulté découle de l'évolution des critères d'identification et de diagnostic de la transidentité : le diagnostic de la dysphorie de genre n'existe que depuis le DSM-5 (2013), et doit être associé à une souffrance liée au genre correspondant à l'assignation sexuelle. De fait, les personnes qui n'en souffrent pas mais s'identifient néanmoins à un autre genre ne sont pas incluses. Toutes les personnes transgenres et diversifiées sur le plan du genre ne sont pas diagnostiquées avec une dysphorie de genre. L'expression « diversité de genre » correspond à une construction identitaire différente de celle du sexe déterminé ou assigné à la naissance après l'examen des organes génitaux : elle inclut la transidentité ainsi qu'un spectre d'identités de genre non binaires, la fluidité de genre, l'agenrisme, etc..
Une autre difficulté propre à ce genre d'étude est que le trouble du spectre de l'autisme (TSA) et la dysphorie de genre sont deux diagnostics relativement rares ; l'intersection entre les deux est par conséquent difficile à étudier en raison du faible nombre de personnes concernées. Entre 1 et 2 % de la population mondiale correspond aux critères de l'autisme, les taux d'identités de genre autres que cisgenre étant de 0,4 à 1,3 % de la population générale, en fonction de la définition adoptée. Il est possible de présenter des traits autistiques sans pour autant atteindre le seuil diagnostique du TSA.
Par ailleurs, la prééminence de la théorie du cerveau hypermasculin dans de nombreuses études relatives à l'autisme a conduit à binariser la participation entre hommes et femmes, excluant de fait les personnes non binaires de la plupart de ces études,. Un nombre important de neuropsychiatres ont soutenu jusqu'à une époque récente que le syndrome d'Asperger était « masculin », excluant les femmes trans de leur champ d'étude.
Plusieurs chercheurs, dont Espineira, soulignent que l'autisme, qui appartient au champ du handicap, reste souvent présenté comme étant une maladie, notamment en raison de son épidémiologie et de même que le fut la notion désormais désuète de « transsexualisme » ; cela influe sur la manière dont l'autisme et l'identité de genre sont perçus par autrui, notamment à travers une pathologisation des personnes concernées,. La sociologue Maude Laflamme et la professeure de sexologie Line Chamberland notent que les études existantes à propos de la transidentité et de l'autisme ne précisent généralement pas le savoir situé, ce qui permet d'assumer que les personnes concernées ont « peu ou pas eu l’opportunité de contribuer au processus de production de la connaissance à leur sujet, de sorte que cette dernière risque de s’avérer marquée d’un biais neurotypique et hétérocisnormatif ». Une partie importante des personnes autistes et des personnes trans reconnaissent l'autisme et la transidentité comme des variations naturellement présentes parmi l'espèce humaine, et non comme des pathologies.
Les personnes autistes pourraient traverser une phase de questionnement liée au genre, particulièrement à l'adolescence, différente de celle des personnes neurotypiques. Certains praticiens recommandent de porter une attention particulière aux jeunes qui souffrent de dysphorie de genre et ont un trouble du neurodéveloppement.

## Histoire

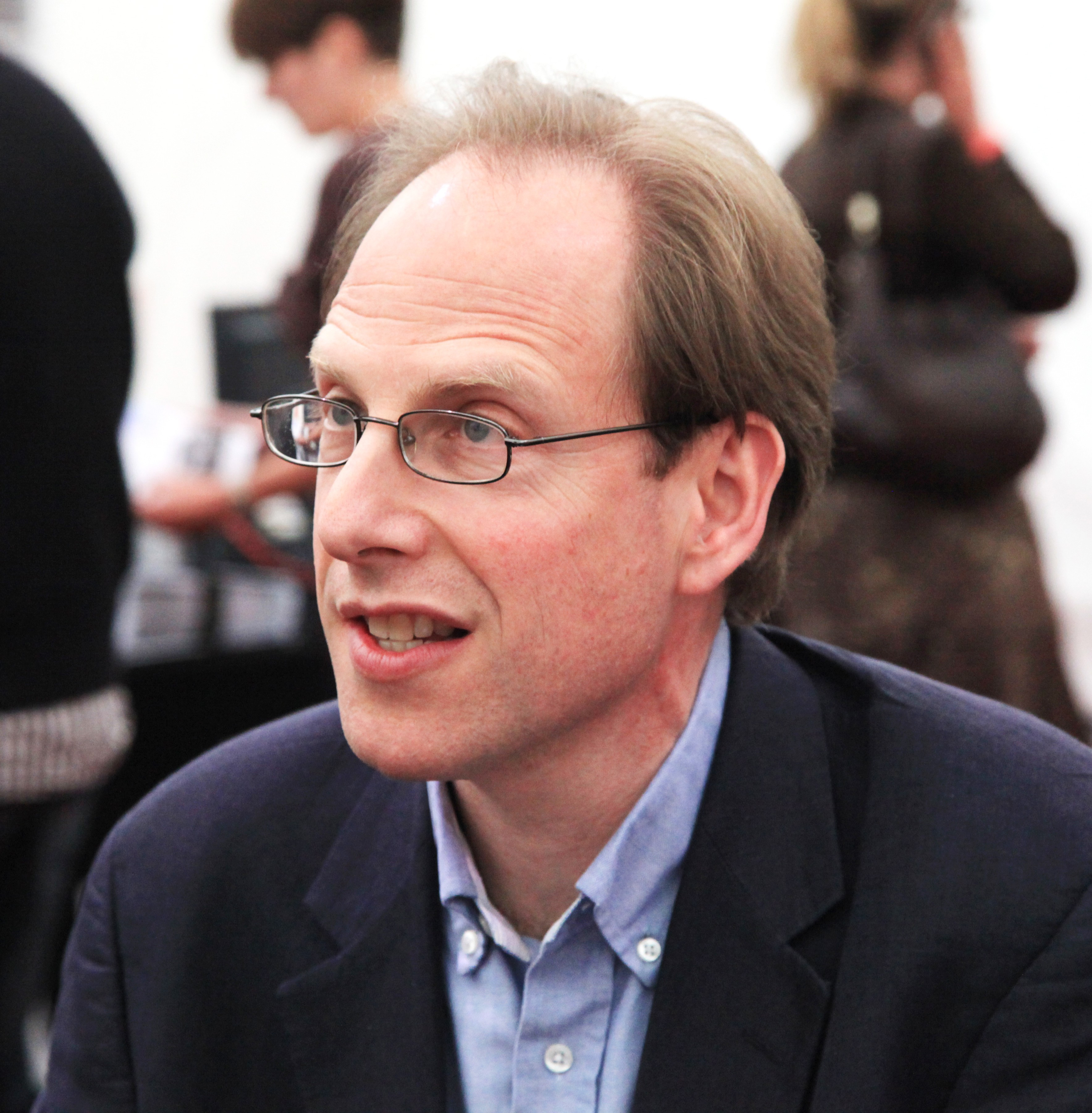
Simon Baron-Cohen, théoricien du « cerveau hypermasculin ».

En 1981, A. G. Abelson consacre une étude au développement de l'identité de genre chez 30 enfants autistes, constituant vraisemblablement la plus ancienne étude à ce sujet.
Cette première publication est suivie de plusieurs études de cas, dont la plus ancienne date vraisemblablement de 1996. Patricia Gail Williams, Anna Mary Allard et Lonnie Sears s'intéressent à deux enfants autistes assignés garçon à la naissance, dont les activités relèvent de stéréotypes féminins ; ces comportements en-dehors des stéréotypes de genre seraient sous-reportés pour les garçons autistes en raison de la forte stigmatisation des activités estampillées pour fille. En 1997, une nouvelle étude de cas, cette fois consacrée à une fille assignée, autiste, qui ne correspond pas à l'identité de genre féminine, postule l'existence d'un lien entre les troubles des relations sociales dans l'autisme et l'identité de genre. En 2002, N. M. Mukkades identifie pour la première fois clairement les caractéristiques d'une identité et d'un comportement transgenre [quoi] chez deux garçons assignés et diagnostiqués comme autistes, âgés respectivement de 7 et 10 ans,. Il faut attendre 2005 pour que deux études établissent clairement un lien entre le diagnostic de dysphorie de genre et le diagnostic du syndrome d'Asperger (SA), d'une part chez un homme assigné adulte avec des « préoccupations obsessionnelles concernant le rôle du genre et l'apparence physique du sexe opposé »,, d'autre part chez une femme assignée de 35 ans, qui accède à une chirurgie de réattribution sexuelle de femme vers homme. Les chercheurs postulent alors que la dysphorie de genre puisse être une conséquence du SA, sur la base de la théorie du cerveau hypermasculin.
Parallèlement, en France, l'influence de la psychanalyse sur l'approche des questions relatives à l'autisme et à la diversité de genre entraîne une longue assimilation de ces deux conditions à des maladies mentales. D'après la sociologue Karine Espineira et l'intellectuelle militante Maud-Yeuse Thomas, c'est le psychologue clinicien et activiste Tom Reucher, cofondateur de l’Association du syndrome de Benjamin, qui se spécialise le premier dans les suivis de personnes présentant une co-occurrence de transidentité et de TSA, en restant longuement isolé dans cette démarche « disqualifiée tant dans la communauté trans que dans des discours et pratiques validistes proches de la psychanalyse ».
En 2010, Annelou L. C. de Vries et ses collègues publient une étude suggérant un lien entre l'autisme et la variance de genre. En 2013, Melissa Kirkovski et ses collègues appellent à la publication de davantage d'études consacrées au genre féminin dans l'autisme, soulignant les biais de la littérature scientifique existante, souvent focalisée sur les garçons. En 2015, Gerrit I. van Schalkwyk, Katherine Klingensmith et Fred R. Volkmar consacrent une recension spécifiquement à la question de l'identité de genre des personnes autistes, en soulignant des pistes pour la recherche future.
Le nombre d'étude scientifiques portant sur l'autisme et la variance de genre s'est considérablement accru depuis le début des années 2000, la dysphorie de genre chez les personnes autistes devenant un sujet de plus en plus fréquemment traité dans la littérature scientifique à la fin des années 2010. En 2020 est publiée la plus vaste étude en la matière, confirmant l'existence d'un large recoupement entre l'autisme et une identité de genre autre que cisgenre : elle inclut 641 860 personnes, principalement adultes, dont 30 892 sont autistes et 3 777 autres que cisgenres. Depuis, l'existence d'une co-occurrence entre autisme et variance de genre fait consensus, tant parmi la communauté scientifique que parmi la communauté trans,,,,. Le constat d'une « surreprésentation » des personnes autistes dans les cliniques de soin d'affirmation du genre fait également consensus.
Une méta-analyse publiée en 2022 conclut que « les chances pour qu'il n'existe aucun lien entre l'autisme et l'incongruence / la dysphorie de genre sont négligeables ».

## Statistiques et constats

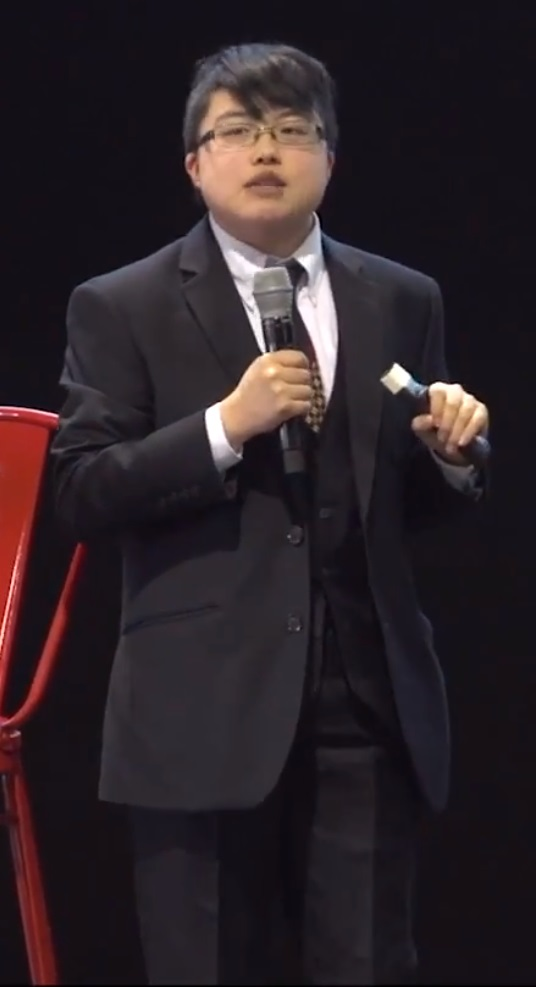
Lydia X. Z. Brown, militant autiste et non binaire, en 2017

D'après une recension de la littérature scientifique publiée en 2020, l'essentiel des publications consacrées à l'autisme et à la variance de genre sont anglophones, rédigées par des scientifiques originaires du Canada, des États-Unis, du Royaume-Uni, des Pays-Bas et d’Australie. Elles étudient le plus souvent des enfants et adolescents. Il existe cependant des limites dans ces études, tant en raison de critères différents dans les variables mesurées (par exemple inclure des personnes auto-diagnostiquées comme autistes) et de l'usage d'outils de mesures obsolètes ou dont la validité est contestable (par exemple, se baser sur le déclaratif d'un parent pour déterminer si un mineur est transgenre ou non). Une autre limite méthodologique réside dans leur approche quasi-exclusivement médicale, débouchant sur la création de limites artificielles entre le « normal » et le « pathologique ».
En 2014, Bejerot et Eriksson mettent en évidence des caractéristiques sociales masculines chez les femmes autistes, tandis que les hommes autistes présentent plusieurs caractéristiques féminines. Ce constat les mène à s'intéresser au rôle de genre, à l'identité de genre, à la typicité de genre, au comportement androgyne dans l'enfance, et à la sexualité des personnes autistes. Il existe aussi une corrélation entre sexualités hors-norme (autre qu'hétérosexuelle) et autisme.
La mesure via l'échelle d'empathie et de systémisation montre que, même chez les personnes trans ou à diversité de genre qui n'ont pas de diagnostic officiel d'autisme, les traits liés à l'autisme sont davantage présents que parmi la population générale : les scores sont plus élevés aux mesures d'auto-évaluation des traits autistiques, de la sensibilité sensorielle et de la systématisation, et les scores plus faibles sur l'auto-évaluation des traits d'empathie, par rapport aux personnes cisgenres. Par ailleurs, la fréquence de la dépression, du trouble bipolaire, des troubles des apprentissages, du trouble obsessionnel compulsif et du trouble du déficit de l'attention avec ou sans hyperactivité est un peu plus élevée parmi les personnes trans, mais la co-occurrence de l'autisme et des identités de genre autres que cisgenre reste plus élevée que les autres associations. Les deux groupes (personnes autistes et trans) sont également plus susceptibles que d'autres de s'automutiler, et d'expérimenter des idées et des comportements suicidaires,. 
Une limite de ce type d'étude statistique réside dans le fait que les personnes ayant de graves problèmes ou déficits sont moins susceptibles d'y participer.

### Taux de variances de genre corrélés à l'autisme
Les études menées jusqu'en 2022 sur les taux d'autisme chez les personnes qui se présentent en clinique de soin d'affirmation du genre concluent à des taux variant entre 5 et 26 %, alors que le taux de personnes autistes parmi la population générale est d'environ 1 %,.
En 2010, Annelou L. C. de Vries et ses collègues concluent que 7,8 % des patients reçus pour une dysphorie de genre dans leur clinique d'Amsterdam, entre avril 2004 et octobre 2007, sont sur le spectre de l'autisme. Le taux de personnes autistes parmi les personnes diagnostiquées avec une dysphorie de genre y est donc 37 fois plus élevé qu'attendu par comparaison à la population générale. Cependant, cette étude réalisée sur un échantillon de quelques centaines de personnes peut mésestimer les tailles d'effet.
En 2014 et 2016, les études de l'équipe de John F. Strang et de l'équipe d'Aron Janssen déterminent respectivement que 5,4 % et 4 % des enfants et adolescents autistes peuvent potentiellement être transgenre ou concernés par d'autres diversités de genre, contre 0,7 % des enfants non autistes. D'après l'étude de Strang, les participants autistes sont 7,59 fois plus susceptibles d'exprimer une variance de genre.
En 2019, une étude de cohorte menée sur près de 48 762 enfants autistes conclut à une probabilité plus que quadruplée de diagnostics cliniques de dysphorie de genre chez ces enfants, par comparaison aux enfants non autistes du groupe de contrôle (0,07 % contre 0,01 %). D'après les chiffres du rapport du Conseil de la santé et du bien-être en Suède, cités par The Guardian en février 2020, 15,2 % des jeunes de 13 à 17 ans diagnostiqués avec une dysphorie de genre et enregistrés à la naissance en tant que femmes ont également un diagnostic d'autisme.
En 2020, une vaste étude de cohorte menée par Varun Warrier et sept autres chercheurs, dont Simon Baron-Cohen, confirme que, par rapport aux personnes cisgenres, les personnes transgenres et issues de la diversité des genres présentent, en moyenne, des taux plus élevés de diagnostics d'autisme et de traits associés à l'autisme.

### Répartition entre les genres
Il n'existe aucun consensus scientifique pour ce qui concerne une plus forte fréquence de la variance de genre chez les hommes assignés ou bien chez les femmes assignées. Deux des études recensées en 2020 concluent à une surreprésentation des personnes assignées femmes à la naissance, tandis que trois autres n'ont pas confirmé cette éventuelle corrélation.
L'étude de Susanne Bejerot et Jonna M. Eriksson, publiée en 2014, conclut que deux tiers des femmes autistes interrogées ont déclaré avoir été des « garçons manqués » durant leur enfance, contre un tiers des femmes témoins ; au contraire, les hommes autistes ne diffèrent pas des témoins masculins en ce qui concerne l'identité ou le comportement de genre durant l'enfance. Dans sa thèse, Hillary Hurst Bush a conclu que les personnes autistes assignées femmes à la naissance sont moins susceptibles de s'identifier aux rôles de genre féminins.
D'après l'étude de Strang, au contraire, la variance est constatée de manière égale chez les garçons et chez les filles. L'étude de Varrier conclut que de plus hautes fréquences de traits d'autismes existent à la fois chez les femmes non cisgenres par rapport aux femmes cisgenres, et chez les hommes non cisgenres par rapport aux hommes cisgenres.

## Mécanisme

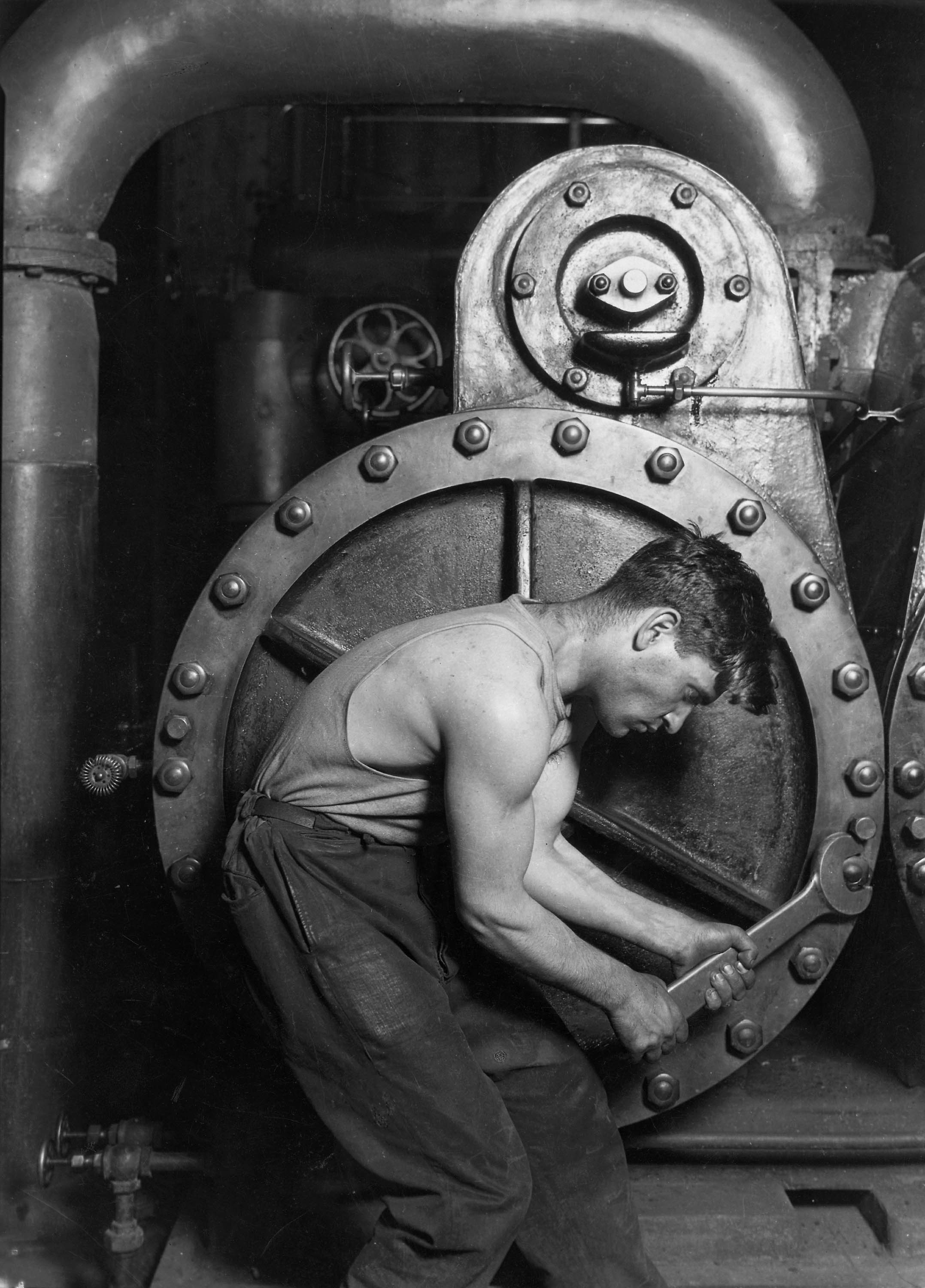
Les caractéristiques sociales de la masculinité (virilité, pratique sportive, force physique, etc) sont moins présentes parmi les hommes autistes.

Il n'existe pas d'explication consensuelle au lien entre autisme et variance de genre, les diverses études ayant confirmé la corrélation, mais sans mettre en évidence une causalité plutôt qu'une autre,. Il n'existe pas non plus de preuves qu'un aspect (la transidentité ou l'autisme) soit subordonné à un autre. La recension de Laflamme et Chamberland relève trois grands types d'explications avancés par les chercheurs : l'explication sociobiologique (dont fait partie la théorie empathisation-systématisation), l'explication psychologique, et l'explication psychosociologique. Leur recension souligne que les modèles explicatifs présument une nature innée, éventuellement pathologique, ou bien « une compréhension moins rigide et plus valorisante de ces mêmes réalités ».
L'existence de ce lien entre autisme et variance de genre questionne donc les mécanismes sous-jacents dans l'autisme.
Les résultats de l'étude de Susanne Bejerot et Jonna M. Eriksson, publiée en 2014, concluent à « une démasculinisation du rôle de genre indépendamment du sexe ». Les femmes autistes ont des caractéristiques liées au rôle de genre masculin et ne correspondent pas particulièrement aux stéréotypes féminins, tandis que les hommes autistes ont des caractéristiques liées aux rôles de genre féminin, ce qui rend les personnes autistes des deux sexes plutôt androgynes. Ils suggèrent de rechercher un lien entre l'asexualité, la dysphorie de genre, l'identité de genre et les TSA, afin de déterminer s'ils « partagent une pathophysiologie similaire ». Certains résultats précoces cités par Gerrit I. van Schalkwyk, Katherine Klingensmith et Fred R. Volkmar soulignent que le développement de l'identité de genre est corrélé aux compétences sociales, aux compétences en communication et à l'âge mental. Dans ses pistes de recherche en 2014, le professeur de psychiatrie Ravi Philip Rajkumar conseille d'explorer l'existence de mécanismes communs à la schizophrénie, l'autisme et la dysphorie de genre.

### Hypothèse sociobiologique
L'hypothèse du cerveau hypermasculin, basée sur la théorie empathisation-systémisation, postule qu'une variation des androgènes soit à l'origine tant de l'autisme que de la variance de genre. Simon Baron-Cohen a postulé en 2002 qu'un taux de testostérone anormalement élevé in utero puisse être à l'origine des caractéristiques de l'autisme.
Cette hypothèse a été suggérée au début des années 2010 pour expliquer également les variances de genre chez les personnes autistes,, mais les études de réplication n'ont pas permis de la confirmer. Si une plus forte fréquence d'hommes trans et de femmes assignées autistes et non-binaires pourrait effectivement être expliquée par cette hypothèse, pour la rendre valide, il serait également attendu que les hommes assignés et diagnostiqués comme autistes soient moins souvent diagnostiqués avec une dysphorie de genre : cela n'a pas été démontré,.
Cette hypothèse fait l'objet de « vives critiques », tant de chercheurs que de la communauté trans, en raison de ses lacunes, de son aspect hétéronormatif et des stéréotypes de genre qu'elle sous-tend. Elle n'est, de plus, pas vérifiable empiriquement. Les mécanismes prénataux liés aux hormones stéroïdiennes sexuelles restent à explorer, afin de savoir s'ils contribuent à l'identité de genre.

### Hypothèse psychologique
L'hypothèse psychologique postule que le mode de pensée « rigide » des personnes autistes soit à l'origine de leurs transidentités et variances de genre. Van Schalkwyk et ses collègues estiment possible que les personnes autistes suivent une trajectoire différente de celle des individus qui ne sont pas autistes en raison d'une interaction sociale réduite et d'un faible nombre d'occasions d'explorer leur identité sexuelle. La conception de l'identité de genre serait alors « binaire et stéréotypée », de sorte que « le moindre signe de leur propre déviation de ce qu’elles considèrent être la norme engendrerait chez elles des sentiments de confusion et de malaise pouvant être surinterprétés en tant que signes de dysphorie de genre ».
De Vries et ses collègues, en 2010, ont remis cette hypothèse en cause sur la base de leur expérience clinique, concluant que la plupart des jeunes autistes qui se rendent dans leur clinique spécialisée dans l'identité de genre « présentent une transidentité stable et s’avèrent ainsi médicalement admissibles à la réalisation d’un processus de transition ». La recension systématique de Juliette Bouzy et ses collègues, parue en 2023, ne retient pas non plus cette hypothèse comme étant majoritaire.

### Hypothèse psychosociologique
L'hypothèse psychosociologique postule que la moindre sensibilité des personnes autistes aux normes sociales et aux attentes de la société puisse faciliter une identification hors du cisgenrisme,,. Ainsi, au contraire des personnes non-autistes, les personnes autistes seraient moins susceptibles de réprimer leur transidentité, car elles sont moins sensibles à la stigmatisation sociale qui y est associée,.
Les personnes qui ont ouvertement exprimé une non-conformité de genre pourraient aussi être plus susceptibles d'exprimer d'autres divergences, dont l'autisme, en raison d'expériences et de sentiments réguliers de « non-intégration sociale ».
Laflamme et Chamberland soulignent que cette hypothèse s'éloigne du modèle médical de l'autisme, et correspond davantage au paradigme de la neurodiversité.

## Conséquences sociales de l'intersection
De nombreux chercheurs soulignent et rappellent que les personnes autistes et les personnes transgenres (ou à diversité de genre) appartiennent à des groupes marginalisés, leur soutien et leur compréhension étant le plus souvent inadéquats,,,,.
Ces personnes se trouvent en effet à l'intersection des discriminations capacitistes et hétérosexistes,,. Effectuer un coming out relatif à « deux handicaps » entraîne « le risque d’une mise en situation d’hyper-minorité et de disqualifications diverses ». Cela limite le droit qu'ont les personnes autistes et trans à « vivre et assumer pleinement leur identité », voire le leur refuse, par exemple en restreignant leur accès à des opportunités économiques. Espineira et Thomas soulignent aussi qu'en France, « si le regard change, il est passé de l’accusation des parents vers l’autiste lui-même ».
Pour leur ouvrage Trans and Autistic : Stories from Life at the Intersection, Noah Adams et Bridget Liang ont recueilli des témoignages de personnes concernées. Ils montrent une grande variabilité d'acceptations parmi les familles des personnes trans et autistes, allant de l'acceptation et du soutien jusqu'au rejet total, doublé de punitions. D'après des entretiens semi-structurés avec dix adultes autistes britanniques diagnostiqués avec une dysphorie de genre, l'autisme peut être vécu à la fois comme un obstacle et comme un facteur de protection et de meilleure compréhension de la dysphorie de genre. De plus, « les dix participants ont semblé atteindre une plus grande congruence personnelle et un meilleur bien-être lors de la transition », malgré des conflits subsistants dans le monde social, avec « une peur constante de l'hostilité et un sentiment de différence dû au fait d'avoir deux identités stigmatisées ».
S'il existe une représentation médiatique de personnages autistes et de personnages trans, la représentation de personnages autistes et trans est presque inexistante. Les rares représentations se trouvent hors des médias mainstream, par exemple dans la fanfiction, le fan art, ou bien dans des podcasts.

### Harcèlement

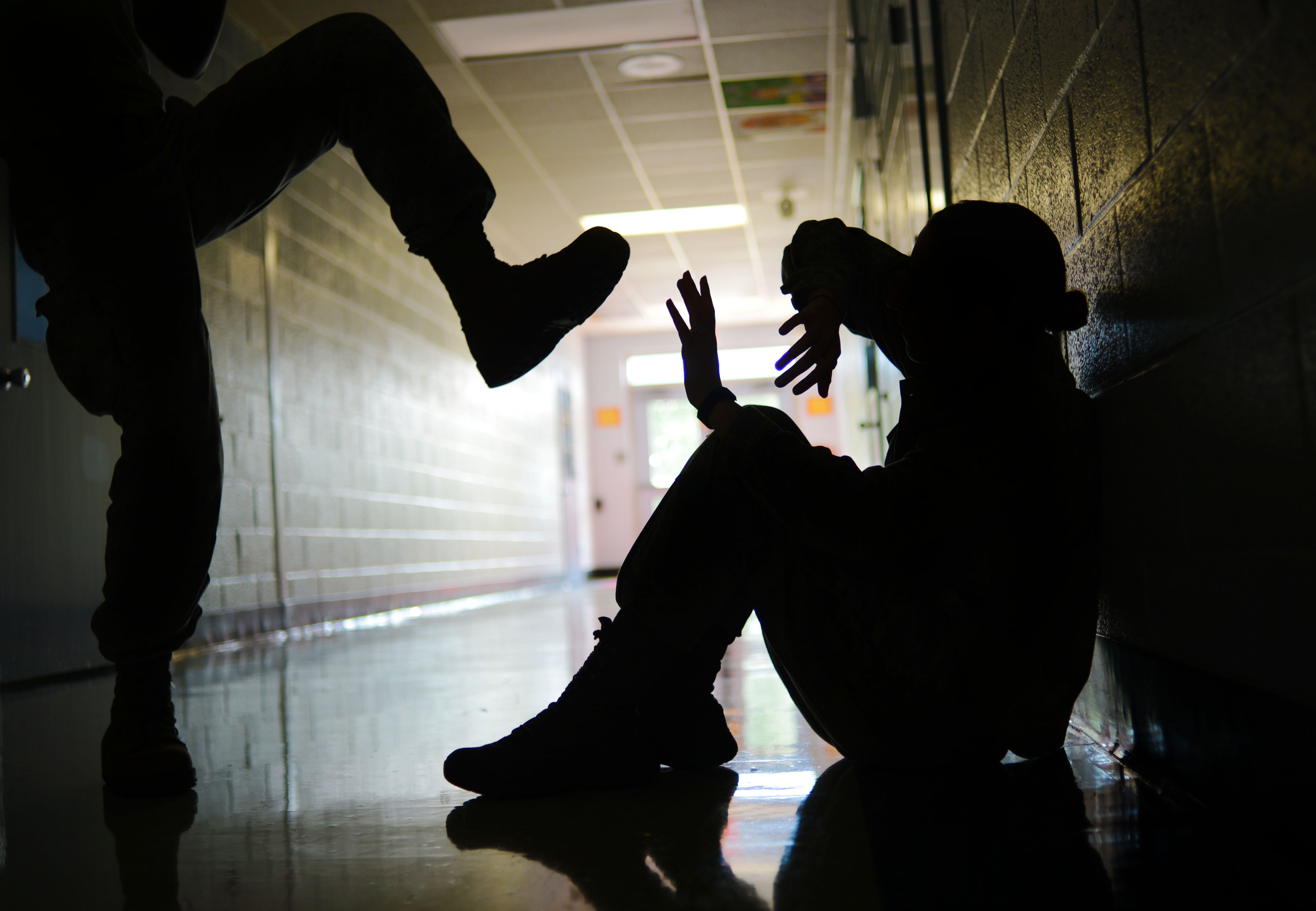
Illustration d'un harcèlement par violence physique.

Les personnes autistes et trans subissent souvent du harcèlement,,. Sur la base de 24 entretiens avec des adultes autistes américains, Jessica Penwell conclut que ce harcèlement se fonde sur des stéréotypes hétérosexistes et capacitistes pour « effrayer, avilir ou humilier », et que les structures d'application de la loi aux États-Unis limitent les possibilités de réparation aux victimes.
Laflamme et Chamberland notent que c'est « la déviation perçue de la norme, plutôt que l'autisme, l'orientation sexuelle ou l'identité de genre en soi, qui s'avère la cible du harcèlement subi ».
La Dr Powis note que les interactions des personnes autistes et trans avec leurs pairs peuvent devenir plus difficiles en raison de l'écart vis-à-vis des normes dominantes,. Les personnes autistes pourraient aussi avoir du mal à concevoir la façon dont elles sont perçues et à ajuster l'image qu’elles projettent si cette dernière génère du harcèlement,. Leur moindre perméabilité aux normes sociales peut entraîner « des manières inappropriées de chercher de l’aide » et des contextes à risque lors de leurs expressions de genre nouvellement affirmées,.

### Santé mentale
Les problèmes de santé mentale sont fréquents chez les personnes autistes et non-cisgenre,. La première étude en la matière est publiée en 2018, et conclut qu'« étant donné les styles cognitifs et comportementaux caractéristiques des TSA, il est probable que les stress subis par les minorités sexuelles et de genre qui se trouvent sur le spectre sont perçus différemment des groupes de minorités sexuelles et de genre neurotypiques ». Elle détermine aussi que l'appartenance à un groupe minoritaire entraîne une aggravation des symptômes de santé mentale, suggérant l'ajout de facteurs de stress ; les auteurs recommandent leur accès à des soins spécialisés.
Les personnes transgenres présentent vraisemblablement des vulnérabilités élevées à de multiples problèmes psychiatriques en raison de la récurrence des discriminations et du harcèlement durant leurs expériences de vie, ce qui expliquerait leurs taux élevés de diagnostics en santé mentale.

### Refus de diagnostics
Une série d'entretiens menés par John F. Strang et ses collègues auprès de 22 adolescents autistes à l'identité de genre diversifiée (non cis), en 2018, conclut qu'un tiers d'entre eux ont vu cette identité de genre remise en question, uniquement parce qu'ils sont autistes. Durant les 22 mois qu'ont duré cette étude, l'affirmation de genre s'est accrue chez six participants, tandis que la dysphorie de genre s'est atténuée chez quatre d'entre eux. Les participants ont aussi signalé un fort besoin de vivre dans leur genre affirmé, et leur certitude que leur identité de genre persisterait, mais sans ressentir le besoin de se conformer aux stéréotypes de genre. L'étude de Cooper et al. auprès de personnes autistes ayant une dysphorie de genre conclut à une demande d'adaptation des cliniques de soin transaffirmatifs aux particularités des personnes autistes, notamment l'hypersensibilité sensorielle.
D'après les témoignages de personnes concernées qui ont été collectés en France en 2022, il existe dans ce pays une tendance de certains cliniciens à exclure la possibilité d'un diagnostic d'autisme si la personne est diagnostiquée avec une dysphorie de genre, et inversement. Jusqu’en 2018, la SoFECT a refusé de prendre en charge des personnes qui consultent pour une transidentité et ont au préalable reçu un diagnostic d'autisme.
Les résultats de l'étude de Steven D. Stagg et Jaime Vincent (2019) suggèrent qu'il pourrait y avoir un nombre élevé de personnes autistes non-diagnostiquées parmi les populations adultes transgenre et non-binaires.

## Prises de position
Il n'existe pas (en 2022) de statistiques fiables évaluant le bien-être à long terme des personnes autistes qui ont accédé à une transition physique médicalisée. Dans leur recension systématique parue en 2023, Juliette Bouzy et ses collègues concluent que « l'autisme n'est pas une contre-indication aux traitements d'affirmation du genre ».
Les opinions en la matière sont cependant très polarisées, notamment en ce qui concerne la prise en compte de l'expérience personnelle et du ressenti des personnes autistes et transgenre. À l'échelle mondiale, il existe diverses prises de positions de la part de professionnels de la santé, de personnes concernées, ou encore de personnalités médiatiques.

### Soutiens aux personnes autistes non cisgenre
Schalkwyk et ses collègues, dont Fred R. Volkmar, déclarent dans leur publication scientifique en 2015 que les personnes autistes ont les mêmes droits que quiconque pour accéder aux thérapies relatives à l'identité de genre, et que le rôle des cliniciens devrait être de permettre aux personnes autistes en questionnement d'accéder à des informations concernant leur identité sexuelle, ainsi qu'à une éducation sexuelle. Pour eux, conceptualiser la question de l'identité de genre en termes de comorbidités est moins pertinent que de comprendre le genre en termes de développement de l'identité sexuelle de manière longitudinale, afin de mieux guider et conseiller.
Alexander Moreno et son équipe de l'université du Québec à Montréal recommandent, dans un article publié en 2017 et destiné aux professionnels de santé qui accueillent des personnes autistes et/ou LGBTQ+, de ne pas les infantiliser, d'utiliser un langage inclusif et non hétéronormatif lors de leurs interactions, et de toujours tenir compte de l'identité de genre comme d'une caractéristique centrale de chaque personne reçue pour des soins.
L'association britannique National Autistic Society (NAS) reconnaît l'existence des personnes autistes trans et non binaires, ainsi que « des preuves montrant un lien entre la dysphorie de genre et l'autisme ». La Dr Sally Powis (Oxford) a publié en 2017 une série de recommandations qui soulignent la difficulté que peuvent rencontrer les personnes autistes et trans pour verbaliser leur conception de leur identité de genre ainsi que leurs raisons de vouloir réaliser un processus de transition médicale, ce qui peut potentiellement les empêcher d'accéder à des traitements et à un soutien nécessaires. Elle recommande de donner aux personnes autistes en questionnement un accès à des outils psychopédagogiques « permettant d’illustrer clairement les distinctions entre identité de genre, expression de genre, sexe assigné à la naissance, orientation sexuelle et orientation romantique ».
En France, le planning familial a publié en avril 2019 un guide d'accompagnement des personnes autistes et trans, dans le cadre de son programme « Handicap & Alors »,. Il recommande à ce titre « de respecter l'identité de la personne, et de la laisser l'explorer, librement et à son rythme en l'armant contre toutes les discriminations ». En 2021, le pédopsychiatre français Jean Chambry explique dans un droit de réponse à un article évoquant une « épidémie de transidentité » que ce n'est pas ce qu'il constate chez les enfants et adolescents autistes, et que ces personnes ont « généralement des sensibilités particulières, une façon de penser le monde qui est décalée par rapport à quelqu'un qui n'a pas de fonctionnement autistique. Ce sont des gens qui se posent davantage de questions identitaires ». Dans un article publié en 2023, il cite la présence de personnes autistes parmi les 200 patients mineurs qu'il a suivis pour une transition de genre ; 15 parmi cet ensemble de patients suivis ont renoncé à la réassignation hormonale, dont de jeunes femmes trans qui ont ressenti « une grande hostilité de leurs proches à ce sujet et ne sentent pas prêtes à se confronter au rejet familial ». Il décrit par ailleurs un seul patient qui a exprimé des regrets après sa transition hormonale, que les soixante-dix avec lesquels il est resté en contact.

### Oppositions aux soins transaffirmatifs des personnes autistes
Le psychologue australien Tony Attwood, dans une interview accordée à The Australian le 4 juin 2020, s'inquiète d'une « surreprésentation » d'adolescents (et surtout d'adolescentes) autistes dans les cliniques australiennes de suivi des personnes trans, déclare que « la transition ne permet pas de résoudre leurs problèmes liés à l'autisme », que la perception de soi par ces adolescents est fragmentée, et que les adolescents autistes qui transitionnent pourraient expérimenter par la suite une dépression en constatant que leurs problèmes ne sont pas résolus,. Deux associations australiennes de personnes autistes prennent position contre ces propos d'Attwood, critiquant notamment son interprétation des corrélations observées et de leurs possibles causes sous-jacentes, et lui reprochant d'instrumentaliser des personnes mineures pour défendre une idéologie,.
Le psychiatre suédois Christopher Gillberg déclare dans un avis d'expert à la High Court, repris partiellement par la presse début 2020, que « des adolescents autistes consultent des sites web transgenres qui leur suggèrent que leurs problèmes peuvent être résolus s'ils changent de sexe », et que « les enfants autistes sont particulièrement vulnérables à l'idée qu'ils ont trouvé une réponse unique à leurs problèmes ».
Pendant le mois des fiertés LGBTQ de 2020, l'autrice britannique J. K. Rowling, dont certaines prises de positions sont estimées transphobes par plusieurs mouvements militants, a exprimé sa préoccupation face au nombre élevé de femmes assignées ayant un diagnostic d'autisme, qui consultent des centres spécialisés pour accéder à une chirurgie de réattribution sexuelle de femme vers homme ; ces déclarations entraînent également des réponses de la part de personnes concernées, qui soulignent que Rowling refuse l'autodétermination des personnes autistes,. 
Des cas anecdotiques de détransition de femmes autistes sont répertoriés par le Detransition Advocacy Network, et cités comme un « tabou » par la journaliste Pauline Arrighi dans l’hebdomadaire Marianne en 2021.
En février 2023, un collectif comptant entre autres le président de l'association française AFG autisme, celui de l'association Autisme Info Service, plusieurs psychologues, et le pédopsychiatre français Éric Lemonnier, demande que les soins d'affirmation du genre ne soient réservés pour les personnes autistes qu'aux adultes. Invité à un colloque tenu en Finlande en juin 2023, un groupe de membres de l'Observatoire de la petite sirène, dont la fondatrice Caroline Eliacheff, inclut l'autisme parmi la « pathologie pédopsychiatrique » et la présence d'un autisme non-diagnostiqué parmi les contre-indications au parcours de transition chez les mineurs, recommandant en première intention un suivi psychothérapeutique et psychanalytique des mineurs autistes en demande de transition. La gynécologue Nicole Athéa, citant la surreprésentation des adolescents autistes, déclare que « la médicalisation hormono-chirurgicale est un risque majeur que courent nombre d’adolescents, avec ses effets irréversibles et ses complications dont certaines sont graves alors que débuter les traitements plus tardivement permet une décision plus libre et plus assurée ».

### Désinformation
Le professeur Didier Raoult déclare dans une vidéo virale qu'il y aurait 40 à 50 % de personnes autistes parmi les personnes transgenres ; cette désinformation repose en réalité sur une lecture erronée de publication scientifique,. Ce type de désinformation se rattache à de nombreuses autres tentatives similaires ciblant à la fois les droits des personnes autistes et des personnes trans ou plus largement LGBT+.

### Controverse de la clinique de Tavistock
Une controverse est liée à la fermeture de la clinique de Tavistock prévue pour 2023, en Angleterre ; l'absence de prise en compte du diagnostic d'autisme des mineurs pris en charge par cet établissement est soulignée comme problématique dans le rapport du National Health Service, qui recommande une approche plus complémentaire,.